# John Norman
Dr. John Frederick Lange, Jr. (n. 3 iunie 1931, Chicago, Illinois, SUA) este profesor de filozofie și autorul seriei de romane fantastice Gor sub pseudonimul John Norman.

## Lucrări

### Ficțiune

#### SeriaGor
1. Tarnsman of Gor (1966) ISBN 0-345-27583-7
2. Outlaw of Gor (1967) ISBN 0-345-27136-X
3. Priest-Kings of Gor (1968) ISBN 0-7592-0036-X
4. Nomads of Gor (1969) ISBN 0-7592-5445-1
5. Assassin of Gor (1970) ISBN 0-7592-0091-2
6. Raiders of Gor (1971) ISBN 0-7592-0153-6
7. Captive of Gor (1972) ISBN 0-7592-0105-6
8. Hunters of Gor (1974) ISBN 0-7592-0130-7
9. Marauders of Gor (1975) ISBN 0-7592-0141-2
10. Tribesmen of Gor (1976) ISBN 0-7592-5446-X
11. Slave Girl of Gor (1977) ISBN 0-7592-0454-3
12. Beasts of Gor (1978) ISBN 0-7592-1125-6
13. Explorers of Gor (1979) ISBN 0-7592-1167-1
14. Fighting Slave of Gor (1980) ISBN 0-7592-1173-6
15. Rogue of Gor (1981) ISBN 0-7592-1179-5
16. Guardsman of Gor (1981) ISBN 0-7592-1368-2
17. Savages of Gor (1982) ISBN 0-7592-1374-7
18. Blood Brothers of Gor (1982) ISBN 0-7592-1380-1
19. Kajira of Gor (1983) ISBN 0-7592-1926-5
20. Players of Gor (1984) ISBN 0-7592-1932-X
21. Mercenaries of Gor (1985) ISBN 0-7592-1944-3
22. Dancer of Gor (1985) ISBN 0-7592-1950-8
23. Renegades of Gor (1986) ISBN 0-7592-1956-7
24. Vagabonds of Gor (1987) ISBN 0-7592-1980-X
25. Magicians of Gor (1988) ISBN 0-7592-1986-9
26. Witness of Gor (2001) ISBN 0-7592-4235-6
27. Prize of Gor (2008) ISBN 0-7592-4580-0
28. Kur of Gor (2009) ISBN 0-7592-9782-7
29. Swordsmen of Gor (2010) ISBN 1-6175-6040-5
30. Mariners of Gor (2011) ISBN 0-7592-9989-7
31. Conspirators of Gor (2012) ISBN 1-6175-6731-0
32. Smugglers of Gor (octombrie 2012) ISBN 1-6175-6865-1
33. Rebels of Gor (octombrie 2013) ISBN 1-6175-6123-1
34. Plunder of Gor (iunie 2016) ISBN 1-5040-3406-6

#### SeriaTelnarian Histories
1. The Chieftain (1991) ISBN 1-58586-717-9
2. The Captain (1992) ISBN 1-58586-721-7
3. The King (1993) ISBN 1-58586-725-X
4. The Usurper (2015) ISBN 978-1497679269

#### Alte romane
- Ghost Dance (1970) ISBN 0-7592-9774-6
- Time Slave (1975) ISBN 0-7592-9778-9
- The Totems of Abydos (2012) ISBN 978-1-6175-6476-5

#### Colecții de povestiri
- Norman Invasions (2009) ISBN 0-7592-9577-8

### Nonfiction
- Values and Imperatives: Studies in Ethics. (1969) [ca John Lange, ed.; scrieri de C. I. Lewis] ISBN 0-8047-0687-5
- The Cognitivity Paradox: An Inquiry Concerning the Claims of Philosophy (1970) [ca John Lange] ISBN 0-691-07159-4
- Imaginative Sex (1974) ISBN 0-7592-1728-9
- The Philosophy of Historiography (2010) [ca John Lange] ISBN 1-61756-130-4
- Philosophy and the Challenge of the Future  (2012) [ca John Lange] ISBN 1-61756-733-7